# Душевский, Даниил Дмитриевич
Даниил Дмитриевич Душевский (бел. Данііл Дзмітрыевіч Душэўскі; род. 1 марта 2004, Минск) — белорусский футболист, полузащитник клуба «Ленинградец».

## Карьера

### «Минск»

#### Начало карьеры
Воспитанник футбольной академии столичного «Минск», к которому присоединился в возрасте 6 лет; первый тренер — Александр Иванович Струк. В структуре клуба прошёл все юношеские и молодёжные команды. По итогу 2019 года в составе юношеской команды стал чемпионом страны, позже получив награду лучшего футболиста года в возрастной категории до 16 лет. В следующем сезоне 2020 года отправился выступать в дублирующий состав клуба. В конце октября 2021 года стал подтягиваться к основной команде клуба. Дебютировал за клуб 31 октября 2021 года в матче против солигорского «Шахтёра», выйдя на замену на 74 минуте. В дебютном сезоне провёл за клуб 3 матча.

#### Сезон 2022
В начале 2022 года полноценно присоединился к основной команде клуба, вместе с которой стал готовиться к новому сезону. Первый матч в новом сезоне сыграл 18 марта 2022 года против минского «Динамо», выйдя на поле в стартовом составе. Первым результативным действием за клуб отличился 9 апреля 2022 года в матче против жодинского «Торпедо-БелАЗ», отдав результативную передачу. Дебютный гол за клуб забил в следующем матче 15 апреля 2022 года против «Слуцка». По итогам мая 2022 года был признан лучшим игроком клуба. На протяжении сезона был одним из ключевых игроков клуба, отличившись 2 забитыми голами и 4 результативными передачами во всех турнирах. По итогу сезона вместе с клубом завершил чемпионат на итоговом шестом месте.

#### Сезон 2023
В январе 2023 года вместе с клубом стал готовиться к новому сезону. В феврале 2023 года во время межсезонного спарринга получил серьёзную травму, из-за чего выбыл из распоряжения клуба. К самому началу сезона полностью восстановился от травмы. Был назначен капитаном столичного клуба. Первый матч в новом сезоне сыграл 17 марта 2023 года против мозырской «Славии», выйдя на поле в стартовом составе и отличившись результативной передачей. Первый гол в сезоне провёл 8 апреля 2023 года в матче против борисовского БАТЭ. В апреле 2023 года попал в список самых перспективных игроков до 20 лет, где среди опорных полузащитников занял 15 место. В мае 2023 года по сведениям источников к Душевскому проявляло большой интерес минское «Динамо». На протяжении всего сезона оставался в клубе ключевым игроком, отличившись 4 забитыми голами и 2 результативными передачами. По итогу сезона вместе с клубом завершил чемпионат на итоговом девятом месте.

#### Сезон 2024
В декабре 2023 года появилась информация, что к Душевскому имеется большой интерес со стороны других клубов. Новый сезон за клуб начал 3 марта 2024 года с четвертьфинального матча Кубка Беларуси против гродненского «Немана». Первый матч в чемпионате сыграл 16 марта 2024 года против борисовского БАТЭ, выйдя на поле в стартовом составе. Первый гол за клуб провёл 22 июня 2024 года в матче против дзержинского «Арсенала». На протяжении первой половины сезона выступал за клуб в роли одного из ключевых игроков, отличившись своим единственным забитым голом. В июле 2024 года ушёл из минского клуба, за который на протяжении всех сезонов успел отличиться 7 забитыми голами и 6 результативными передачами во всех турнирах. 

### ОФК

#### Сезон 2024/25 (аренда в «Младост» Нови-Сад)
В июле 2024 года перешёл в сербский клуб ОФК, подписав двухлетний контракт. Сезон начинал на скамейке запасных, дебютировав за клуб 19 октября 2024 года в матче против суботицкого «Спартака», выйдя на замену на 81 минуте. В конце февраля 2024 года сообщалось, что футболист может уйти в аренду из-за недостатка игровой практики. В феврале 2025 года на правах арендного соглашения присоединился к сербской «Младости» до конца сезона. Дебютировал за клуб 22 февраля 2025 года в матче против клуба «Слобода», выйдя на замену в начале второго тайма. Первым результативным действием за клуб отличился 9 марта 2025 года в матче против клуба «Дубочица», отдав голевую передачу. По итогу сезона вместе с клубом завершил основную часть чемпионата на четвёртом месте, отправившись в раунд плей-офф за повышение в классе, где по сумме матчей уступили клубу «Напредак». На протяжении сезона выступал за клуб в роли одного из основных игроков, отличившись 3 результативными передачами.

### «Ленинградец»
В июле 2025 года находился в распоряжении сербского ОФК, единожды попав в заявку клуба на матч. В августе 2025 года появилась информация, что игрок близок к переходу в российский «Ленинградец». Официально 8 августа 2025 года, на правах свободного агента, присоединился к клубу, с которым подписал двухлетнее соглашение.

## Международная карьера
В августе 2021 года был вызван в юношескую сборную Беларуси до 19 лет. Дебютировал за сборную в начале сентября 2021 года в товарищеских матчах против России. Также принял участие в квалификационных матчах на юношеский чемпионат Европы до 19 лет, где сыграл одну игру против сборной Венгрии.
В ноябре 2022 года получил вызов в молодёжную сборную Беларуси. Дебютировал за сборную 16 ноября 2022 года в матче против Ирана. Дебютным забитым голом за сборную отличился 5 июня 2024 года в товарищеском матче против сборной Мальты.

## Достижения
Личные
- Звёздный мячик 2019: Лучший футболист года (до 16 лет)